# Ricardo Leal dos Santos
Ricardo Leal dos Santos (Lisboa, 20 de Julho de 1972) é um piloto português de todo-terreno, que participou em quad no Rali Dakar de 2000 e de 2003, e de carro desde 2005.
Foi o primeiro português a terminar um “Dakar” em quadriciclo, na edição de 2003, tendo ficado em 6º lugar na categoria de Quad e 90º classificado na geral. 
Em 2005 vence a Taça do Mundo de Quads depois de registar triunfos em provas como o Rally do Oriente e o Rally dos Faraós.
Depois dos Quads, Ricardo Leal dos Santos passou para os carros mantendo sempre a originalidade do seu projecto. Na sua primeira participação em automóvel, em 2005, no Barcelona-Dakar, ficou em 70º lugar da geral e 5º na categoria T1 Gasolina, em Mitsubishi. No Lisboa-Dakar 2006 conseguiu o 44º lugar da geral e foi vencedor na Categoria Solo. 

## Biografia
Ricardo Leal dos Santos iniciou a sua carreira nas pistas onde teve como adversários pilotos do calibre de Pedro Lamy, Manuel Gião e Pedro Couceiro. Foi aí que alcançou os primeiros títulos mas também as primeiras adversidades.
No entanto, foi no todo o terreno que encontrou a sua verdadeira vocação. Primeiros nos quads e mais recentemente nos automóveis conseguiu desenvolver um projecto consistente que o coloca actualmente entre os mais bem cotados pilotos portugueses.
Aventureiro nato, Ricardo Leal dos Santos tem feito uso da sua coragem e irreverência para perseguir os seus objectivos desportivos, traçando estratégias próprias que o têm levado ao sucesso. 
Pioneer Desert Team Delta Q com BMW X5
O X5 Cross Country adquirido à equipa oficial da BMW trata-se do modelo com que a marca alemã se lançou no todo o terreno e que, entre outros triunfos, conquistou a Taça do Mundo em 2005. Sendo, de origem, um carro destinado às grande provas africanas, é um modelo robusto que se destaca pela grande competitividade. Uma das vantagens deste modelo é a utilização de um bloco turbodiesel de 6 cilindros com 3 litros de cilindrada, com 270 CV e, sobretudo, consumos reduzidos. O depósito é mais pequeno o que se traduz em menos 200 kg comparativamente à concorrência movida a gasolina.

## Currículo
2010
14º lugar à geral no Rali Dakar Argentina Chile

2009
Participação no Rali Dakar Argentina -Chile
3ºlugar na Baja Portalegre 500

2008
Vencedor da categoria Solo Rali Transibérico/7º da classificação geral/3º português
Vencedor da categoria Solo Dakar Series Rali da Europa Central/26º da classificação geral
2º classificado Baja Monchique
3º Classificado Baja Reguengos

2007
2º Classificado categoria Solo Rali Lisboa-Dakar/70º da classificação geral
Vencedor da categoria Solo Baja Portalegre/4º da classificação geral

2006
Vencedor categoria Solo Rali Lisboa-Dakar/44º da classificação geral
Vencedor categoria Solo Rali Transibérico/13º da classificação geral

2005
5º Classificado na categoria T1 Gasolina e 70º da Geral Auto Rali Barcelona-Dakar Vencedor da Taça do Mundo de Todo o Terreno em Quad
Vencedor da Taça do Mundo de Todo-o-terreno/Quad 
Vencedor dos Ralis dos Faraós e do Oriente, em Quad 
2º Classificado nos Ralis UAE Desert Challenge e Orpi Marrocos na categoria de Quad 

2004
2º Classificado da Baja Vodafone 1000 Categoria T1 Auto 
Vencedor Rali Por Las Pampas (Argentina) na categoria de Quad 

2003
6º Lugar Rali Paris-Dakar em Quad, primeiro piloto Português a finalizar a prova em Quad 
2º Classificado Quad Rallye dos Sertões - Brasil 
Diploma de mérito desportivo atribuído pela Federação Nacional de Motociclismo 

2002
2º Classificado no Master Rallye – Rússia, em Quad 

2000 
Primeiro piloto Português a participar no Rali Paris-Dakar, em Quad 

1998
Vencedor do Rali U.A.E. Desert Challenge em Quad. 

1997
Vencedor no Rali Optic 2000 Tunisie Em Quad, primeiro piloto a terminar a prova 
Prémio de Mérito Desportivo atribuído pela Imprensa 

1995
4º classificado do Campeonato Nacional de Todo-o-Terreno em Quad 
2º classificado na Baja Nicola 1000 em Quad 
2º classificado no Raid Caminho das Estrelas em Quad 

1988
2º Classificado da Taça de Portugal em Karting (Categoria Verde) 
Vencedor do Circuito de Vila Real 
Vencedor do Circuito do Porto 

1987
2º classificado da Taça de Portugal em Karting (Categoria Primavera) 
Vencedor do Circuito S. Conrado, em Peniche
Record absoluto do Circuito da Figueira da Foz

1985
Estreia em Karting, sendo na altura o mais jovem piloto federado em Portugal

Página oficial do piloto: www.newspeed.pt